# Legends Tour
De Legends Tour, voorheen gekend als de Women's Senior Golf Tour, is een professioneel golftour voor vrouwen die ouder zijn dan 45 jaar. De tour werd in 2000 opgericht door de Ladies Professional Golf Association (LPGA). Sinds de oprichting wordt de tour georganiseerd door de LPGA.
Het is vergelijkbaar met de Champions Tour, een golftour voor heren die ouder zijn dan 50 jaar. Alle golftoernooien van de Legends Tour vinden plaats in de Verenigde Staten.

## Geschiedenis
In 2000 werd de tour opgericht als de Women's Senior Golf Tour totdat de tour vernoemd werd tot de Legends Tour in 2006.
In 2000 begon de eerste golfseizoen en er stonden twee golftoernooien op de kalender. Van 2001 tot 2006 werden er 16 golftoernooien georganiseerd.
Sinds 2006 organiseert de Legends Tour met de Handa Cup een golftoernooi voor teams. Het is een teamcompetitie tussen de Amerikaanse golfsters en golfsters buiten de Verenigde Staten. Het is vergelijkbaar met de Solheim Cup, een teamcompetitie tussen de Amerikaanse en de Europese golfsters.
In 2009 richtte de Legends Tour het Legends Tour Open Championship op en het was tot 2013 de enige "Major" van deze golftour.